# Yacef Saâdi
Yacef Saâdi (arabisch ياسف سعدي, DMG Yāsif Saʿdiyy; * 20. Januar 1928 in Algier; † 10. September 2021 ebenda) war einer der Anführer der Front de Libération Nationale (FLN) während des algerischen Unabhängigkeitskrieges. Von 2001 bis 2016 war er Senator im Conseil de la Nation Algeriens.

## Leben
Yacef Saâdi wurde 1928 in dem unter französischer Herrschaft stehenden Algerien geboren und absolvierte eine Bäckerlehre. 1945 trat er der Parti du peuple algérien bei, einer nationalistischen Partei, die bald von der französischen Verwaltung für ungesetzmäßig erklärt wurde. Daraufhin versammelten sich ihre Mitglieder im neugegründeten Mouvement pour le triomphe des libertés démocratiques (MTLD). Zwischen 1947 und 1949 diente er im paramilitärischen Flügel der MTLD. Nachdem die Organisation aufgelöst worden war, zog er nach Frankreich und lebte dort bis 1952, kehrte dann wieder nach Algerien zurück, um erneut seine Arbeit als Bäcker aufzunehmen.
Als der Algerienkrieg 1954 begann, trat Saâdi der FLN bei. Im Mai 1956 war er Militärchef der FLN in der Zone Autonome d’Alger. Er wurde somit zu einem der Anführer der algerischen Kriegspartei im Angriff auf Algier im Januar bis September 1957. Er wurde am 24. September 1957 von französischen Truppen festgenommen und zum Tode verurteilt. Während seiner Gefangennahme verriet er, nach – zweifelhaften – Angaben des französischen Generals Paul Aussaresses, den französischen Truppen den Standort von Ali la Pointe, einem weiteren Anführer der FLN. Saâdi wurde vom französischen Präsidenten Charles de Gaulle 1958 begnadigt.
Während seiner Zeit im Gefängnis schrieb Saâdi seine Memoiren über die Kriegszeit, die 1962 unter dem Titel Souvenirs de la Bataille d’Alger bei Juillard in Paris veröffentlicht wurden. Nach dem Algerienkrieg beriet er außerdem den Film Schlacht um Algier von Gillo Pontecorvo, der auf seinem Buch basierte. Saâdi übernahm selbst auch eine Rolle in diesem Film.
Am 6. Januar 2001 wurde Saâdi von Präsident Abd al-Aziz Bouteflika zum Abgeordneten im Nationalrat (Conseil de la Nation/Majlis al-’Umma) ernannt. Auf das Aussöhnungsangebot, das der französische Präsident Jacques Chirac im März 2003 in Algier vor der vereinigten Parlamentsversammlung machte, reagierte Saâdi, indem er zusammen mit Zora Drif auf die Tribüne stieg und dem Staatsgast lange die Hand reichte.
Sein Mandat wurde im Januar 2016 nicht verlängert. Yacef Saâdi starb am 10. September 2021 in Algier.